# 베트남의 경제
베트남의 경제는 사회주의 이념 아래 농업과 기계 공업의 중시, 집단화와 국가 통제를 통한 사회주의 생산관계의 확립, 사회주의 국가들과의 상호의존에서 진행되어 왔으나 1979년 시작되어 1986년 공식화된 개혁 정책인 도이 머이를 통해 시장경제에 합류했다고 평가된다.
인구 1억110만 명 (2024년), 54개 민족으로 구성된 다민족 국가인 베트남은 석유, 천연가스, 농, 수산물 등의 많은 천연자원과 인적자원을 가지고 있는 국가이다. 1986년 도이 머이 정책 이후 2007년까지 고속성장을 이룬 베트남의 경제는 2008년 세계 금융위기로 성장률이 주춤한 적이 있었다.
베트남 경제의 성장은 정부의 개혁, 개방과 FDI를 통한 높은 자본유입, 정치사회적 안정, 그리고 WTO 가입 등에서 찾을 수 있다. 베트남은 180여 개국과 무역을 확대하며 경제의 세계화를 추진하고 있으며 1995년에는 아세안과 AFTA에 가입하였으며 2007년 1월 11일에 WTO에 가입하는 등 활동영역을 넓히고 있다. 베트남은 WTO에 가입한 이후 베트남의 가장 큰 수출 대상국인 미국으로부터 항구적 정상무역관계인 PNTR의 승인을 얻어냄으로써 투자 여건이 개선될 수 있었다.

## 역사
베트남은 풍부한 인적 및 물적 자원을 보유하고 있음에도 불구하고, 아시아 지역에서는 중간 소득 국가로 분류된다. 1975년 베트남의 통일을 통해 사회주의 공화국을 수립한 베트남은 정치적 통합에 이어 경제적 통합을 달성하려는 목적에서 사회주의 공업화를 추진하고 사회주의의 물질적, 기술적 토대를 구축하여 소규모 생산에서 대규모 생산 체제를 구축하려 하였다. 또한 농업과 경공업을 동시에 개발하는 동시에 중공업 개발을 우선시하였다. 하지만 베트남의 경제 성과는 대체적으로 부진하였고 식량 부족과 인플레이션 높은 실업률과 낮은 국민소득을 특징으로 하는 전형적인 저개발국의 양상을 띄고 있었다. 베트남은 낙후된 기술, 투자 부족, 관료적 비효율성뿐만 아니라 조급한 사회주의 경제 건설에 따른 부작용을 안고 있었다.
집단화 체제는 정치, 경제적 상황과 사회심리학적 고려가 없이 일방적으로 추진되어 남베트남 국민들의 반대에 부딫혀 실패했고 농산물 할당 제도도 농민들의 반발로 인해 농업 생산성의 저하를 초래한 가운데 식량생산도 증대되지 못해 애초 목표의 8%에 훨씬 못미쳐 저조한 양에 머물고 만다. 이러한 저조한 식량 생산은 메콩강 삼각주에 있었던 자연재해와 남부 베트남의 반발에서 기인하였으며 부족한 식량 생산은 공업 부문에 투자될 재원을 식량구매에 사용하게 됨으로써 공업 발달에도 영향을 미쳤다.
1979년 시작된 베트남의 개혁은 베트남 국민들의 불만과 기대 상승의 요구에 부응하고 경제 위기를 타파하고자 하는 의지에서 비롯된 것이다. 개혁, 개방과 생산 계약제의 실시, 농산물의 자유 판매 허용에 따라 농업 부문은 상대적인 성공을 거뒀지만 공업에서는 농업 부문 만큼의 실적을 가져오지 못했다. 농업도 지속적인 생산 증가를 보였지만 여전히 자급자족이 이뤄지지 못해 매년 북베트남에서는 약 300만 명의 농민이 식량부족을 겪어야 했다.
베트남은 1986년 제6차 공산당 전당대회에서 도이 머이 정책을 발표한 후 12월 채택한 뒤 적극적인 대외개방정책을 추진했다. 외자법을 제정하여 해외 자본 유치를 위한 조치를 추진하고 아시아 주변국 및 미국 등 서방선진국과의 관계개선을 도모했다. 베트남 도이 머이 개혁은 베트남의 경제를 중공업 위주에서 농업, 경공업 위주로 전환하는 것이었다. 또한 정부의 개입을 축소하고 민간부문을 장려하고자 했다. 정치적으로는 공산당 일당체제를 유지하면서 경제적으로는 시장자본주의로의 확대를 추진하고자 했던 것이다. 도이 머이 정책은 과거 빈곤했던 경제를 안정시키고 베트남을 성장시키는 데 도움을 주었다고 평가된다.

## 경제 분야

### 농업

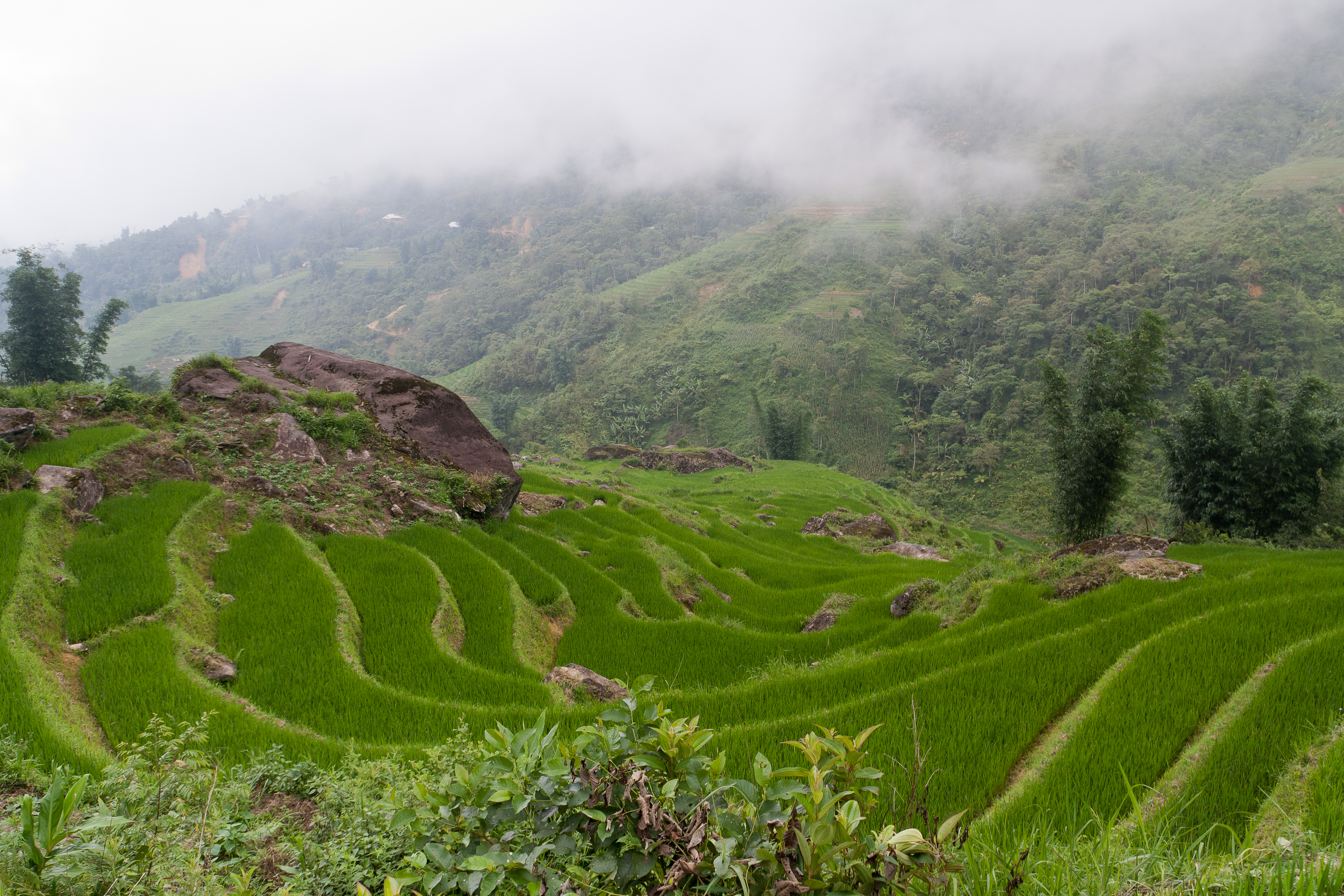
사빠의 계단식 논. 베트남은 세계 3위의 쌀 수출국이다.

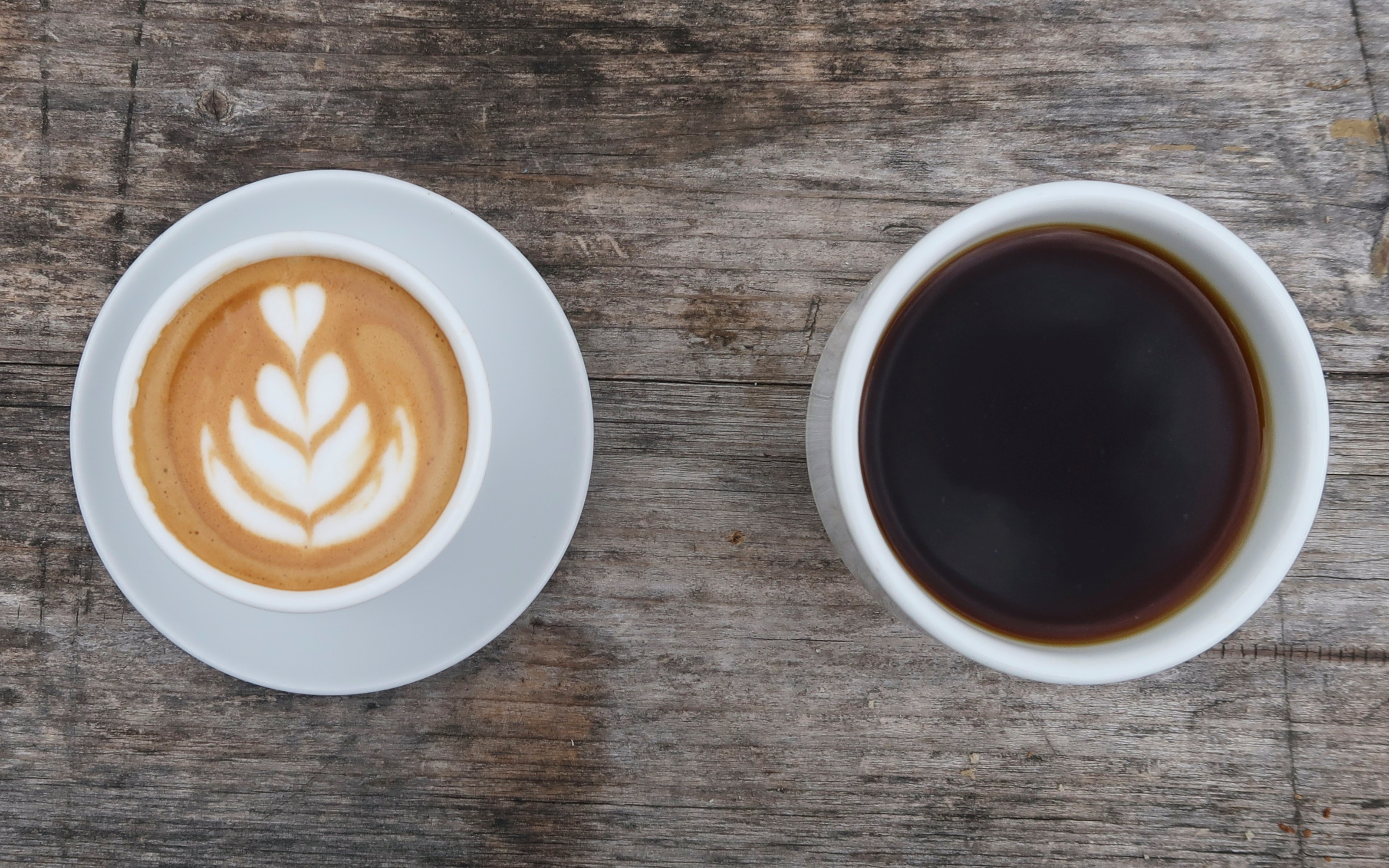
베트남은 세계 2위의 커피 생산 및 수출국이다.

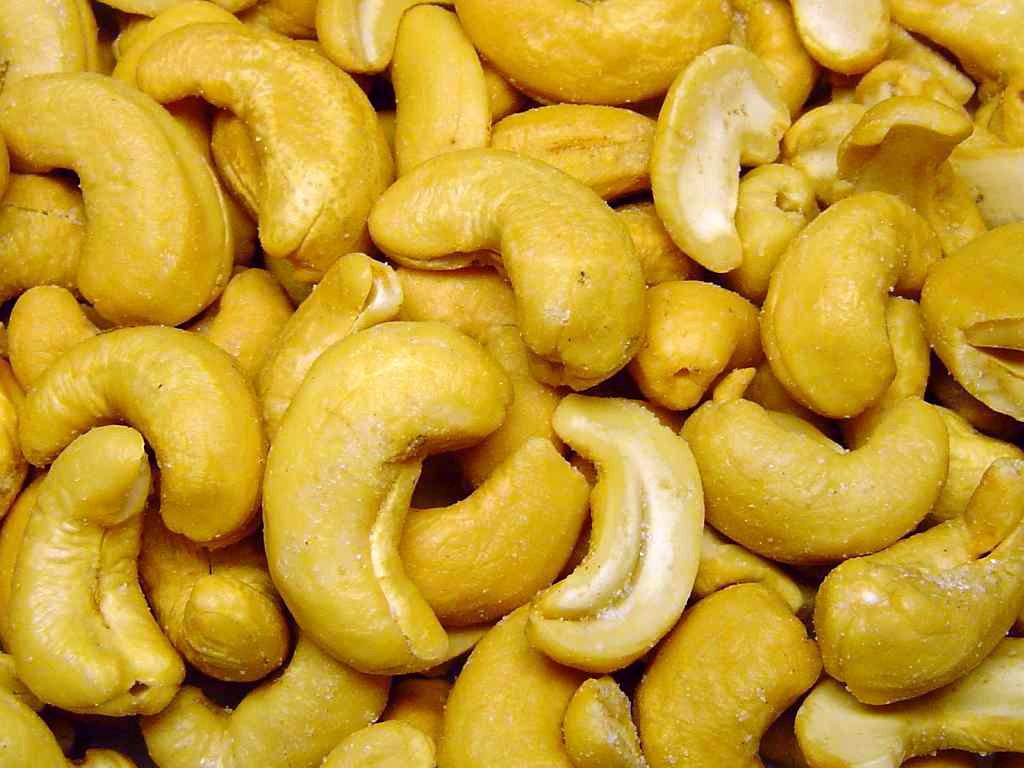
베트남은 세계 최대의 캐슈넛 수출국이다.

베트남과 인도네시아 지역에서는 해발 600미터 이하에서 재배되는 저품질의 로부스타가 생산된다. 커피는 그 수요가 꾸준히 증가하면서 고부가가치 산업으로 발전했는데 브라질의 뒤를 이어 베트남에서는 32억 달러를 수출하여 총 커피 생산량의 10.5%를 차지했다. 베트남은 국토의 70만 헥타르의 농지에서 연간 170만 톤의 커피를 생산하고 있으며 1980년대 이후 세계 커피 시장의 확대와 정부의 개발지원 및 농업 분야의 자유화는 2000년대 베트남을 커피 강국으로 만들었다고 평가된다.
베트남의 커피 산업은 시대별로 세 기간으로 나눌 수 있는데 첫 번째로 1975년부터 1985년 사이의 기간 동안 새로운 경제 지역의 형성과 커피 산업의 잠재력 형성 기간이며 두 번째 기간은 1986년부터 1998년 사이의 도이 머이 경제 발전 시기로서 집단 기반에서 가정 기반(collective-based to household-based) 시스템으로 커피 농업 시스템이 변화한 시기이다. 마지막으로 세 번째 시기는 1998년 이후로 커피 산업의 자유화가 성숙해져 커피 농업이 발전한 시기로 보고 있다.
그러나 1997년 이후로는 커피 생산량이 더 이상 증가하지 않고 커피 지역으로의 인구 유입 문제, 마케팅과 생산 관리 등 많은 문제들을 가지고 있다.
베트남은 세계 주요 쌀 수출국 중 하나이나, 소규모 농민들의 제한된 농업 기술력으로 인해 쌀 품질이 저하되는 문제가 있다.

### 중공업
공업은 국가 재원의 40% 이상을 차지하고 있음에도 새로운 선진 기술의 결여와 전력 부족, 원자재와 중간재의 부족 때문에 공장 가동률이 40 ~ 50%에 머물렀다. 그나마 생산된 소비재 또한 저품질과 마케팅 기술의 미비 때문에 1984년 60억 달러의 외채 부담을 감당해야 했다. 1980년대 전반기에는 15%에 달하는 재정 적자와 높은 인플레이션은 베트남 경제에 걸림돌로 작용했다. 1980년대 중반에는 집단농에 의한 협업과 중공업 우선주의에 매달린 자주적 발전 전략은 1980년대 초반 연 평균 6.4%의 높은 성장을 보였지만 1인당 국민 소득이 1976년의 101달러에서 1981년 94달러, 1983년 101달러 1985년 100달러에 머무는 실패로 끝나고 만다.

### 상업
주요 수출 품목은 농산물, 휴대폰 및 부품, 기계 장비 및 부품, 섬유, 의류 및 신발이다. 쌀은 810만톤(2023년)을 수출해서 인도와 태국에 이어 세계 제3위 수출국이었으나, 현재는 수출 일부 제한 조치를 하였다. 커피는 2023년 42,4억 달러 이상을 수출한 세계 제2위 수출국이며, 후추는 2023년 267천톤 수출하여 세계 1위 수출국이다. 커피나 후추 이외에도 쌀, 계피, 캐슈넛, 각종 열대 과일 등 다양한 농산품을 수출하고 있다.
베트남 유통업태는 특히 도시지역에서 과거 몇 년 동안 전통적인 재래시장과 현대적인 수퍼마켓과 쇼핑센터로 점진적으로 변화하였다. 이러한 추세로 수입상품 취급을 확대하였다. 2023년에 베트남에는 1,241개의 슈퍼마켓과 254개의 현대 무역 센터가 있을 것이다.
베트남의 관점에서 한국은 2023년까지 베트남의 3대 수출시장, 2대 수입시장, 3대 무역 상대국이 된다. 2023년 투자국 순위로 1대 투자국이며, 베트남에 투자건수는 총 9863건이며, 총 등록액은 860억 달러였다.

### 관광 산업

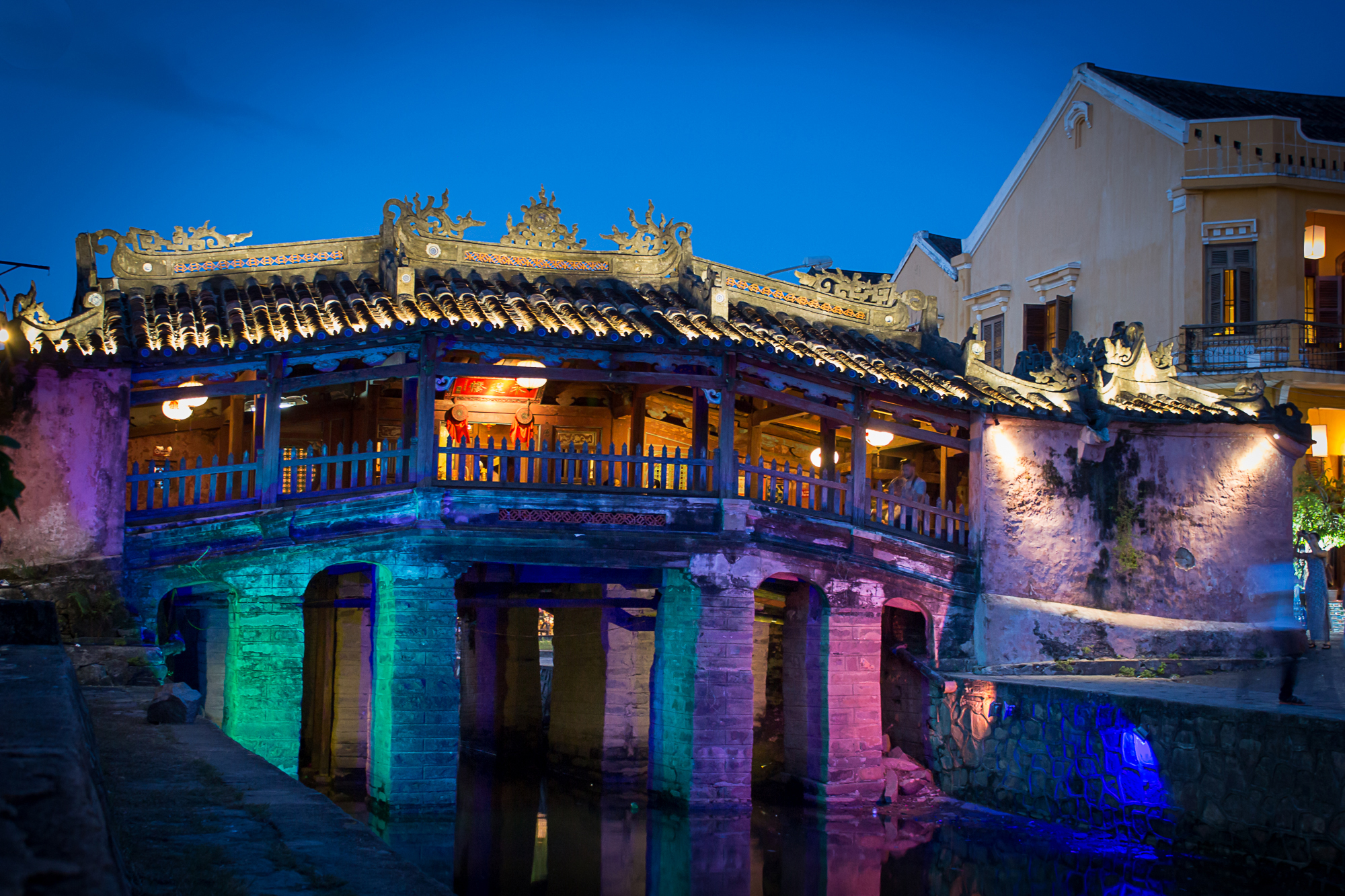
호이안의 일본교, 유네스코 세계유산으로 지정된 주요 관광지

베트남의 관광 산업은 국가 경제에서 중요한 요소로, 국내총생산(GDP)의 7.5%를 차지한다. 2017년 베트남을 방문한 관광객 수는 약 1,300만 명으로 전년 대비 29.1% 증가하여 세계에서 가장 빠르게 성장하는 관광지 중 하나가 되었다. 이 중 아시아에서 온 관광객이 약 970만 명을 차지하며, 주요 방문 국가는 중국(400만 명), 대한민국(260만 명), 일본(798,119명)이다.
유럽에서도 많은 관광객이 방문하며, 2017년 기준 약 190만 명이 방문하였다. 주요 유럽 국가별 방문객 수는 러시아(574,164명), 영국(283,537명), 프랑스(255,396명), 독일(199,872명) 순이었다. 이외에도 미국(614,117명), 오스트레일리아(370,438명)에서 온 방문객도 많다.
베트남에서 가장 많은 관광객이 방문하는 도시는 호찌민시(580만 명 이상), 하노이(460만 명), 그리고 하롱베이를 포함한 하롱(440만 명)이다. 이 세 도시는 세계에서 가장 많이 방문하는 100대 도시 중 하나로 꼽힌다.
베트남에는 8개의 유네스코 세계유산이 있으며, 2018년에는 트래블 + 레저(Travel + Leisure)에서 호이안을 세계 15대 여행지 중 하나로 선정하였다.

## 문제점
베트남 정부는 2005년 9월 사회경제개발 5개년 계획을 발표하고 2020년까지 현대화된 산업국가의 기반을 마련하기 위해 투자하기로 했으나, 목표 위주로 되어 있어 기초적인 산업전략의 방향과 산업 주체별 역할이 불투명하다는 평가를 받았다. 베트남 산업 정책의 문제점은 국내수요에 한정되어 단기적으로 수립되어 있고 베트남의 현시점과 미래를 고려하지 못했다는 한계가 있다. 또 베트남 산업은 대부분 기술의 발전이 없이 소규모 단순제품의 위주의 생산을 하고 있는데, 이는 기술 발전의 후퇴와 환경 오염의 발생, 낮은 노동생산성, 높은 에너지 소비, 낮은 효율성이라는 악순환이 발생하는 원인이 된다. 또한 원자재를 해외에서 의존하다 보니 가격이 증가하여 경쟁력을 떨어뜨리는 요인이 되고 있다.

## 참고 자료
- 배세영 (2017년 9월 14일). 《동아시아 경제의 이슈》.
- 이천우 (2010년 2월 10일). 《신아시아 경제론》. 두남.